# Château de Loudun
Le château de Loudun (comprenant l'emblématique Tour carrée)  est un édifice médiéval situé à Loudun, dans le département français de la Vienne, France.
La Tour carrée est classée au titre des monuments historiques par arrêté du 14 juillet 1877.

## Histoire

### Construction
La Tour carrée est l'un des derniers édifices visibles du château. Jusqu'en 2018, date de la parution du rapport des fouilles préventives menées dans le cadre de la rénovation de la tour, sa construction était attribuée à Foulques Nerra vers le Xe siècle. Depuis la parution de ce rapport, ce fait est contesté et une nouvelle attribution est suggérée, bien que des recherches supplémentaires soient nécessaires pour l'affirmer avec certitude. Henri II Plantagenêt ou son frère auraient pu en être les commanditaires. Néanmoins, les poutres en place lors de la restauration ont été datées d'une période située entre 1152 et 1179. La tour tenait vraisemblablement le rôle de poste d'observation, comme en témoigne l'absence de fenêtres et de puits, l'épaisseur des murs et la plate-forme aménagée au sommet.

### Démantèlement
En 1628, le château est démantelé sur ordre de Louis XIII, afin de prévenir les révoltes protestantes. Lors de ce démantèlement effectué par le cardinal de Richelieu, seule la tour sera épargnée.

### Rénovation
Une rénovation de la tour a été entreprise en 2017, nécessitant plus de 200 000 m³ de pierre.

## Description

### La Tour carrée
L'assise de la tour ne décrit pas un carré parfait : les dimensions extérieures des faces sont comprises entre 9,50 m et 10,40 m, pour des dimensions intérieure comprises entre 5,95 m et 6,30 m et une épaisseur de murs d'environ 1,80 m. La surface extérieure est d'environ 100 m2, alors que la surface n'est que d'environ 40 m2 à l'intérieur. Comprenant initialement quatre étages, le donjon culmine à 30 m de hauteur environ,.

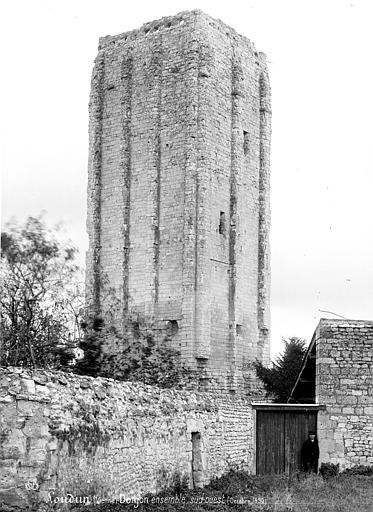
Photographie ancienne (vers 1880), par Séraphin-Médéric Mieusement.
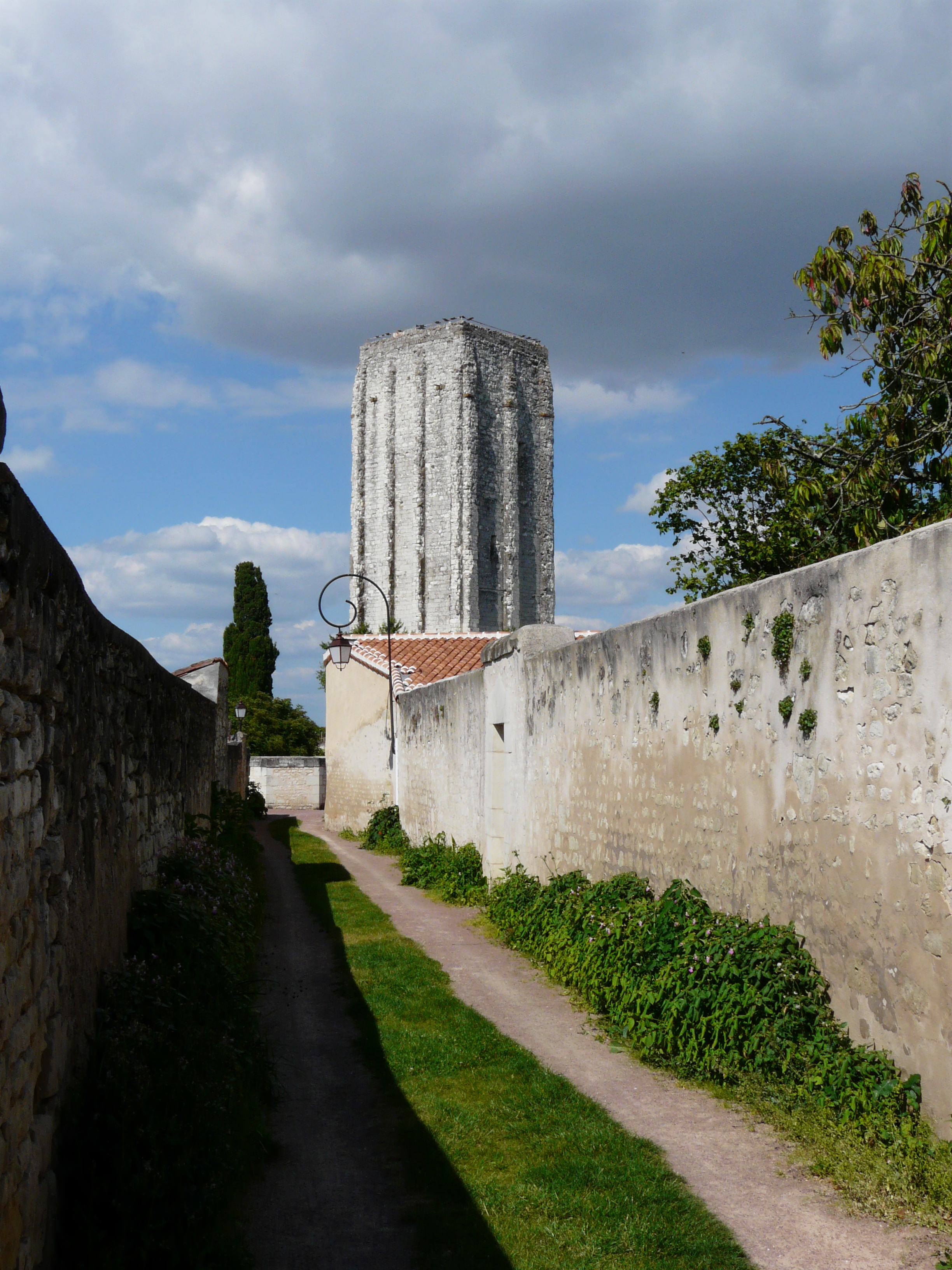
La tour en 2009, avant sa rénovation.
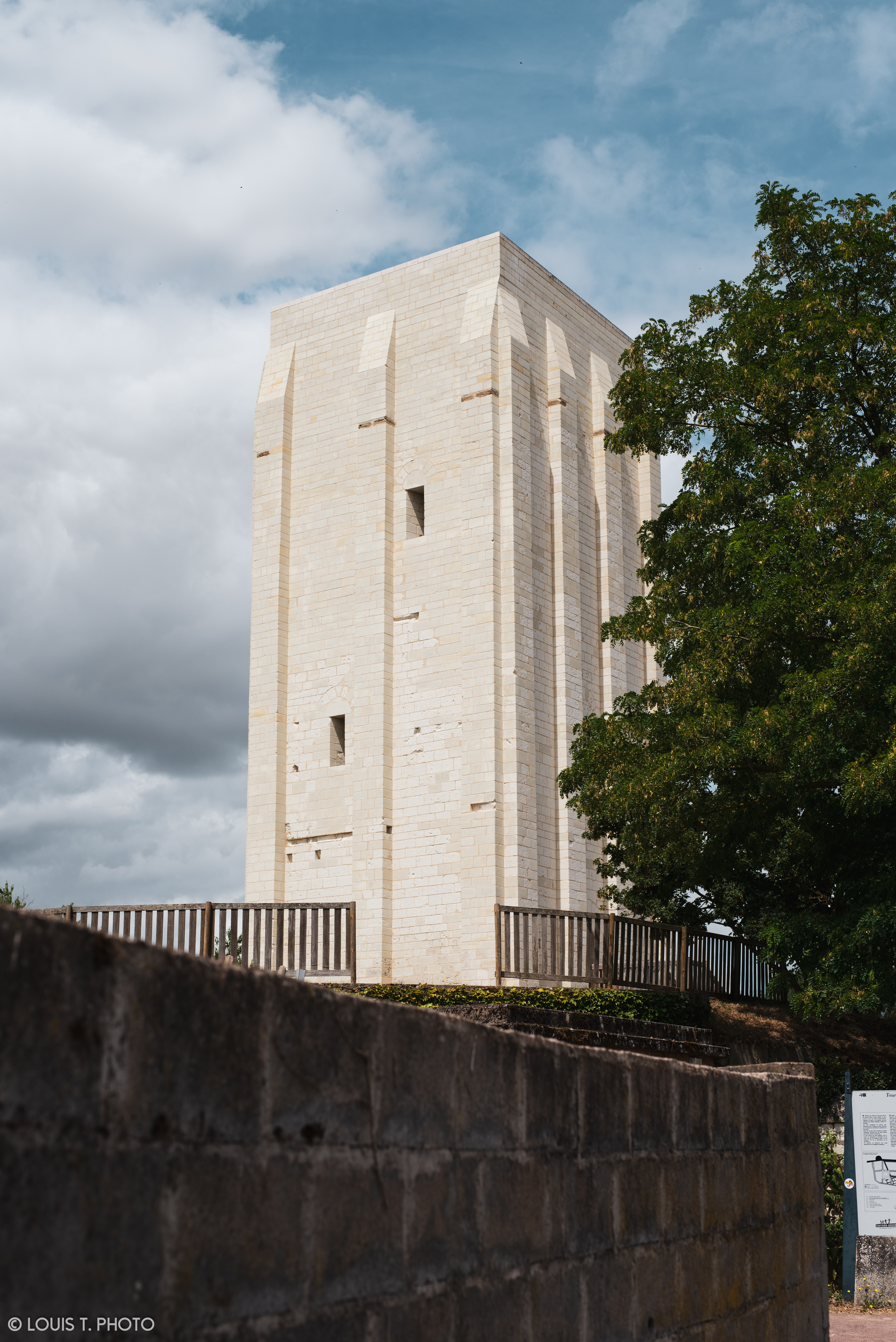
La tour rénovée, en 2022.

### Le donjon
Du grand donjon circulaire du château, il ne reste que les fondations, mises au jour juste après la Seconde Guerre mondiale. Elles ont été recouvertes pour une meilleure conservation, mais l'emplacement du donjon reste visible et une pancarte présente le lieu.

### Les remparts
Une section des remparts a été conservée au sud, près du donjon.